# Dampierre-au-Temple
Dampierre-au-Temple korábbi község Franciaországban, Marne megyében. Lakosainak száma 270 fő (2022. január 1.). Dampierre-au-Temple Cuperly, Recy, Saint-Étienne-au-Temple, Saint-Martin-sur-le-Pré, Vadenay és La Veuve községekkel határos.
2025. január 1-jén Saint-Hilaire-au-Temple korábbi községgel egyesült és az így létrejött La Neuville-au-Temple új község része lett.

## Népesség
A település népességének változása:
| Lakosok száma | 112  | 155  | 209  | 254  | 262  | 269  | 273  | 272  | 272  | 270  |
|               | 1968 | 1982 | 1990 | 2006 | 2013 | 2015 | 2017 | 2019 | 2020 | 2022 |